# Yasumichi Uchima
Yasumichi Uchima (japanisch 内間 安路 Uchima Yasumichi; * 10. September 1984 in der Präfektur Okinawa) ist ein japanischer Fußballspieler.

## Karriere
Uchima erlernte das Fußballspielen in der Universitätsmannschaft der Miyazaki-Sangyo-Keiei-Universität. Seinen ersten Vertrag unterschrieb er 2007 bei Sagan Tosu. Der Verein spielte in der zweithöchsten Liga des Landes, der J2 League. Für den Verein absolvierte er 46 Ligaspiele. 2010 wechselte er zum Drittligisten Gainare Tottori. 2010 wurde er mit dem Verein Meister der Japan Football League und stieg in die J2 League auf. Ende 2012 beendete er seine Karriere als Fußballspieler.